# Kazanskij vertolëtnyj zavod
La Kazanskij vertolëtnyj zavod (in russo Казанский вертолётный завод?; in tataro Казан Боралак заводы, Qazan Boralaq zavodı), conosciuta internazionalmente anche come Kazan Helicopters Joint Stock Company, è un'azienda produttrice di elicotteri con sede a Kazan', nella repubblica federale del Tatarstan, nella Federazione russa.

## Storia

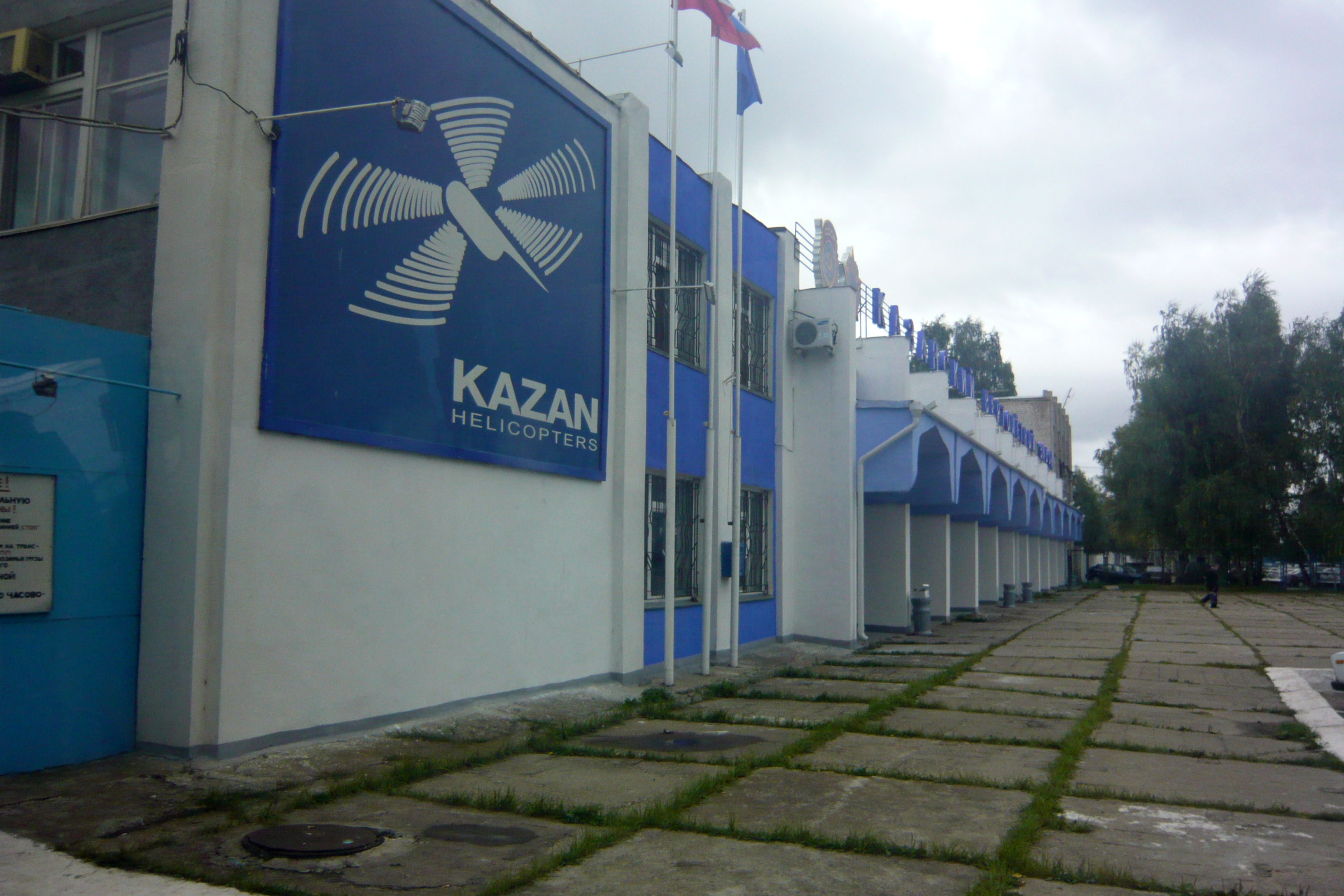
Centro espositivo della Kazan

La fabbrica di elicotteri di Kazan è stata fondata nel 1933 come azienda per la lavorazione del legno. Il primo velivolo prodotto da quest'azienda è stato il piccolo biplano Polikarpov Po-2 nel 1941.
La produzione di elicotteri è iniziata nel 1951 con la produzione su licenza del Mi-1, velivolo progettato da Michail Leont'evič Mil'. Il suo secondo prodotto fu il Mi-4 e con questo velivolo diede inizio anche alla produzione per l'esportazione. Dal 1965 l'azienda ha incominciato a produrre il Mi-8, per poi aggiungere alla sua gamma anche il Mi-17.

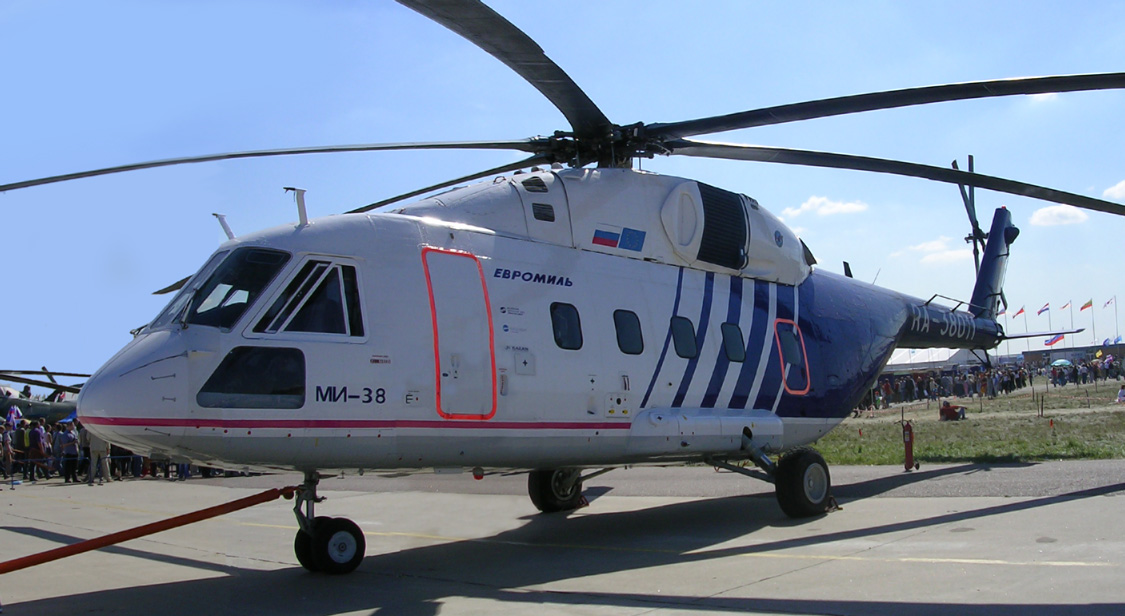
Mil Mi-38, questo velivolo è prodotto su licenza dalla Kazan

Nel 1993 l'azienda incominciò a progettare e produrre il suo primo velivolo il Kazan Ansat, che effettuerà il suo primo volo nel 1999 per poi entrare in servizio presso l'aeronautica militare russa nel 2001.

## Gamma
- Kazan Aktai

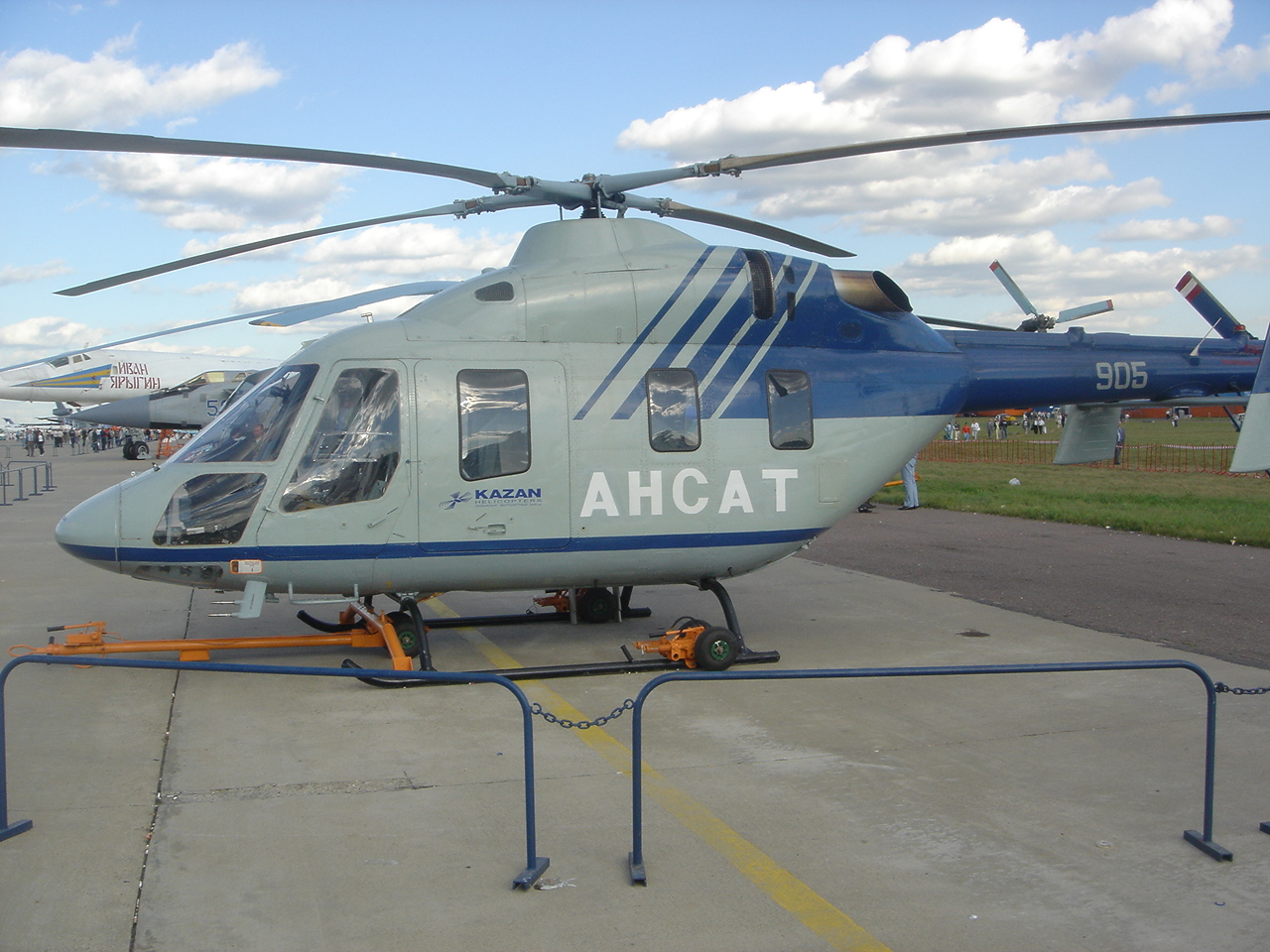
un Kazan Ansat

- Kazan Ansat elicottero multiruolo leggero bimotore, primo velivolo completamente prodotto e progettato dalla Kazan Helicopters
- Mil Mi-17 prodotto su licenza della Mil
- Mil Mi-38 prodotto su licenza della Mil